# Château de Chevrières (Loire)
Pour les articles homonymes, voir château de Chevrières.
Le château de Chevrières est situé sur la commune de Chevrières, dans le département de la Loire.

## Historique
Le domaine fait l’objet d’un classement au titre des monuments historiques depuis le 5 octobre 1964.